# Meisterschaft von Zürich 1974
Il Meisterschaft von Zürich 1974, sessantunesima edizione della corsa, si svolse il 5 maggio 1974 su un percorso di 254 km. Venne vinto dal belga Walter Godefroot, che terminò in 6h54'45".

## Ordine d'arrivo (Top 10)
| Pos. | Corridore              | Squadra      | Tempo    |
| ---- | ---------------------- | ------------ | -------- |
| 1    | Walter Godefroot       | Carpenter    | 6h54'45" |
| 2    | Gustaaf Van Roosbroeck | M.I.C.       | s.t.     |
| 3    | Frans Verbeeck         | Watney       | s.t.     |
| 4    | Barry Hoban            | Gan          | s.t.     |
| 5    | Herman Van Springel    | M.I.C.       | s.t.     |
| 6    | Louis Pfenninger       | Willner      | s.t.     |
| 7    | André Dierickx         | Merlin Plage | s.t.     |
| 8    | Georges Pintens        | M.I.C.       | s.t.     |
| 9    | Hennie Kuiper          | Rokado       | s.t.     |
| 10   | Gerrie Knetemann       | Gan          | s.t.     |